# Celui que Dieu rendra manifeste
Celui que Dieu rendra manifeste (en arabe : من يظهر الله ; persan : مظهر کلّیه الهی) est une figure messianique dans la religion du babisme. La figure messianique a été mentionnée à plusieurs reprises par le Bab, le fondateur du babisme, dans son livre, le Bayan. Le Báb a décrit la figure messianique comme l'origine de tous les attributs divins et a déclaré que son commandement était équivalent au commandement de Dieu. Le Báb déclara qu'une fois la figure messianique arrivée, la lecture d'un de ses versets devait être supérieure à mille lectures du Bayan. La prédiction est largement reconnue comme étant accomplie par Baháʼu'lláh, le fondateur de la foi baháʼíe.
En persan Bayan (Wahid ii:bab 16) ; cette figure messianique Celui que Dieu rendra manifeste (من يظهره الله) apparaîtra entre l'année ghyiath (غياث) et mustaghath (مستغاث) qui signifie en lettres arabes Gematria (et les lettres persanes sont les mêmes lettres) 1511 et 2001 à l'ère bayanique (qui a débuté en 1844) et toute prétention avant cette date est une fausse prétention.

## Prétentions
Après l'exécution du Báb en 1850, il y eut des Bábis qui prétendirent être « Celui que Dieu rendra manifeste »,. Plus tard en 1863, Baháʼu'lláh revendiqua en privé être la figure messianique, et l'annonça publiquement en 1866–1868. Ceux qui l'ont suivi sont devenus connus sous le nom de bahá'ís, et sa revendication a été de loin la plus réussie. Les Azalis (en) (les Babis qui n'ont pas accepté Baháʼu'lláh) se sont opposés à la déclaration de Baháʼu'lláh.